# Богоявленка (Україна)
Богоявле́нка (до 2004 — Добровілля) — село Вугледарської міської громади Волноваського району Донецької області України. До 2004 року називалося Добровілля.

## Загальні відомості
Відстань до Мар’їнки становить близько 30 км і проходить автошляхом місцевого значення.
Землі села межують із територією м. Вугледар Донецької області.

## Історія
15 березня 1921 загін махновця чисельністю 300 шабель Кожина Фоми зайняв село Богоявленку в якій знищив органи радянської влади.
7 лютого 2023 року поблизу села відбувся бій

## Населення
За даними перепису 2001 року населення села становило 1490 осіб, із них 92,89 % зазначили рідною мову українську, 6,58 % — російську, 0,34 % — вірменську, 0,07 % — болгарську та білоруську мови.